# Гора Блэк Рок
Гора Блэк Рок(англ. Black Rock Mountain) — вершина в Блэкстейрс в Ирландии, на границе графств Карлоу и Уэксфорд в республике Ирландия, примерно в 90 км к югу от Дублина. Высота вершины 599 метров над уровнем моря. 
Ближайший крупный город — Эннискорти, расположенный в 17,1 км к юго-востоку от горы Блэк Рок. Местность вокруг на западе — холмистая, а на востоке — плоская. Окрестность горы Блэк Рок довольно малонаселенная — 26 человек на квадратную милю. Территория вокруг горы состоит в основном из лугов. 
Прибрежный климат, средняя температура составляет 8 °C. Самый жаркий месяц - август с температурой 15 °C, а самый прохладный февраль с температурой 3 °C.